# Lie-algebra
In de wiskunde is een lie-algebra een algebraïsche structuur die voornamelijk wordt gebruikt in de studie van meetkundige objecten, zoals lie-groepen en differentieerbare variëteiten. Lie-algebra's werden geïntroduceerd in het kader van de studie van het concept van de infinitesimale transformaties. De term "lie-algebra", werd in de jaren dertig van de twintigste eeuw ingevoerd door Hermann Weyl. Lie-algebra's zijn genoemd naar de Noorse wiskundige Sophus Lie, die de basis legde voor de studie hiervan.

## Definitie
Een lie-algebra {\displaystyle {\mathfrak {g}}} is een algebra over een lichaam (NL)/veld (B) {\displaystyle F}, met als binaire operatie op de vectorruimte {\displaystyle {\mathfrak {g}}} de zogeheten lie-haak:
{\displaystyle [\ \cdot \,,\cdot \ ]:{\mathfrak {g}}\times {\mathfrak {g}}\to {\mathfrak {g}}}
die voldoet aan de volgende axioma's:
- Bilineariteit:

{\displaystyle [ax+by,z]=a[x,z]+b[y,z],\quad [z,ax+by]=a[z,x]+b[z,y]}
voor alle scalairen {\displaystyle a,b\in F} en voor alle elementen {\displaystyle x,y,z\in {\mathfrak {g}}.}
- Anticommutativiteit, of scheef-symmetrie:

{\displaystyle [x,x]=0}
voor alle {\displaystyle x\in {\mathfrak {g}}.}
Als de karakteristiek van {\displaystyle F} verschillend is van 2, is dit gelijkwaardig met de eis dat
{\displaystyle [x,y]=-[y,x]}
voor alle {\displaystyle x,y\in {\mathfrak {g}}.}
- De jacobi-identiteit:

{\displaystyle [x,[y,z]]+[y,[z,x]]+[z,[x,y]]=0}
voor alle {\displaystyle x,y,z\in {\mathfrak {g}}.}

## Associatieve algebra
Voor elke associatieve algebra {\displaystyle A} met vermenigvuldiging {\displaystyle *},  kan men een lie-algebra {\displaystyle L(A)} construeren. Als vectorruimte is {\displaystyle L(A)} gelijk aan {\displaystyle A} en de lie-haak wordt gedefinieerd als de commutator in {\displaystyle A}:
{\displaystyle [a,b]=a*b-b*a.}
De associativiteit van de vermenigvuldiging {\displaystyle *} in {\displaystyle A} impliceert de jacobi-identiteit van de commutator in {\displaystyle L(A)}. In het bijzonder geeft de associatieve algebra van {\displaystyle n\times n}-matrices over een lichaam/veld {\displaystyle F} aanleiding tot de algemene lineaire lie-algebra {\displaystyle {\mathfrak {gl}}_{n}(F)}. De associatieve algebra {\displaystyle A} wordt de omhullende algebra van de lie-algebra {\displaystyle L(A)} genoemd. Het is bekend dat elke lie-algebra op die manier kan worden ingebed in een algebra die ontstaat uit een associatieve algebra. Zie universele omhullende algebra.

## Andere voorbeelden
Het bijzondere geval waarbij {\displaystyle [x,y]} steeds 0 is, voldoet op triviale wijze aan de axioma's en heet de commutatieve of abelse lie-algebra.
Het vectorproduct maakt van de driedimensionale coördinatenruimte {\displaystyle K^{3}} over een willekeurig lichaam {\displaystyle K}, een lie-algebra.
Als {\displaystyle M} een gladde variëteit is, en {\displaystyle TM} haar raakbundel, dan vormen de sneden van {\displaystyle TM} een reële vectorruimte. De lie-haak van twee vectorvelden maakt van deze vectorruimte een lie-algebra. Met een gelijkaardige constructie, maar beperkt tot linksinvariante vectorvelden, verkrijgen we de lie-algebra van een lie-groep.

## Representatiestelling
Elke lie-algebra is isomorf met een deelalgebra van de lineaire transformaties van een vectorruimte, uitgerust met de commutatorhaak {\displaystyle [.,.]}